# Del Carmen
Cet article possède un paronyme, voir Carmen.
Del Carmen est une localité de la province de Surigao du Nord, aux Philippines. En 2015, elle compte 18 392 habitants.